# Pavie
Pavie is een gemeente in het Franse departement Gers (regio Occitanie. De gemeente telde 2.540 inwoners op 1 januari 2022. De plaats maakt deel uit van het arrondissement Auch.
Pavie is als bastide gesticht in de 13e eeuw.

## Geschiedenis
In de Gallo-Romeinse periode lagen in het gebied ten zuiden van Auscii Augustorum (Auch) verschillende villa's / landbouwondernemingen. Uit een van deze villa's groeide het dorp Esparsac. Dit dorp en zijn kerk Saint-Pierre hingen af van de Abdij van Pessan en vanaf 1151 van de Abdij van Berdoues.
Op 26 mei 1281 werd de bastide Pavie gesticht door graaf Bernard IV  van Astarac en Hugues de Cadeux, prior van Berdoues. Dit gebeurde met een charter waarin de privileges, de autonomie en de fiscaliteit van de bastide geregeld werden. De bastide werd genoemd naar de Italiaanse stad Pavia. Deze stichting leidde aanvankelijk tot conflicten met de graaf van Armagnac, die Auch controleerde. Pavie kende een bloeitijd in de 14e eeuw en rivaliseerde met zijn 1.300 inwoners met het aangrenzende Auch (1.500 inwoners). In 1308 werd er een karmelietenklooster gesticht.
De stad werd ingenomen door de vrijbuiter (routier) Rodrigo de Villandrando die vanuit het versterkte Pavie rooftochten hield in de streek. In 1439 stuurde koning Karel VII een troepenmacht naar Pavie. Zij namen de stad in en doodden alle routiers. Vijf jaar later moest de koning al een nieuwe troepenmacht sturen. Dit keer werden na de inname van de stad de stadsmuren geslecht en de koninklijke troepen, versterkt met soldaten van de graaf van Armagnac, verwoesten hierbij een groot deel van de stad. Als straf verloor Pavie ook haar privileges als bastide.
Het duurde honderd jaar eer de stad deze slag te boven kwam. Rond 1600 werd begonnen met de bouw van nieuwe stadsmuren en dit werk werd beëindigd in 1621. Bij die gelegenheid verleende graaf Henri II van Astarac opnieuw privileges aan de stad en haar consuls. Vanaf 1755 werd begonnen met de bouw van een weg van Auch naar Arreau in de Pyreneeën, langs Pavie, Seissan, Masseube en Castelnau-Magnoac: de koninklijke weg van Auch (vandaag D929). In 1760 kwam er een houten brug over de Cédon en in 1763 een stenen brug.

## Geografie
De oppervlakte van Pavie bedroeg op 1 januari 2022 24,67 vierkante kilometer; de bevolkingsdichtheid was toen 103 inwoners per km².
De Cédon en verderop de Sousson monden uit in de Gers in de gemeente.
De onderstaande kaart toont de ligging van Pavie met de belangrijkste infrastructuur en aangrenzende gemeenten.

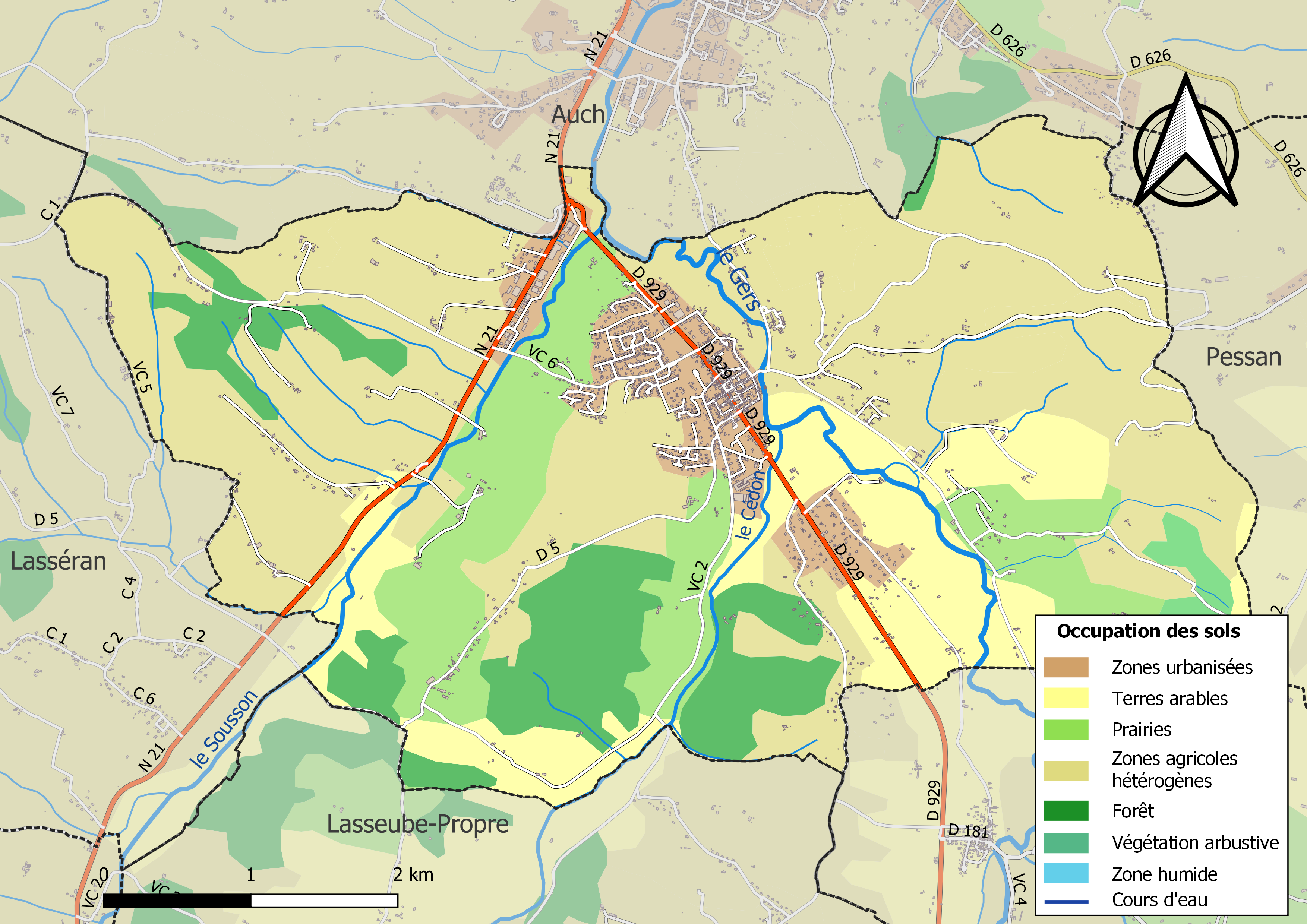

## Demografie
Onderstaande figuur toont het verloop van het inwonertal (bron: INSEE-tellingen).

## Geboren
- Bertrand-Pierre Castex (1771-1842), generaal en politicus